# Route 233 (Terre-Neuve-et-Labrador)
Pour les articles homonymes, voir Route 233.
La route 233 est une route tertiaire de la province de Terre-Neuve-et-Labrador, située dans l'est de l'île de Terre-Neuve, sur la péninsule Bonavista. Elle est plus précisément située dans l'ouest de la péninsule. Elle est une route tout de même faiblement empruntée. Route alternative de la route 230, elle mesure 32 kilomètres, est nommée Clode Sound Road, et est une route asphaltée sur l'entièreté de son tracé.

## Tracé
La 233 débute sur la Route Transcanadienne, la route 1, à Port Blandford, au bout du fjord Clode. Elle suit d'ailleurs ce fjord sur sa rive sud pendant 15 kilomètres où elle tourne vers le centre de la péninsule. À Musgravetown, elle tourne vers le sud pendant 8 kilomètres pour rejoindre la route 230 au sud-ouest de Lethbridge.

## Communautés traversées
- Port Blandford
- Bunyan's Cove
- Musgravetown
- Bloomfield